# Martin Zandvliet

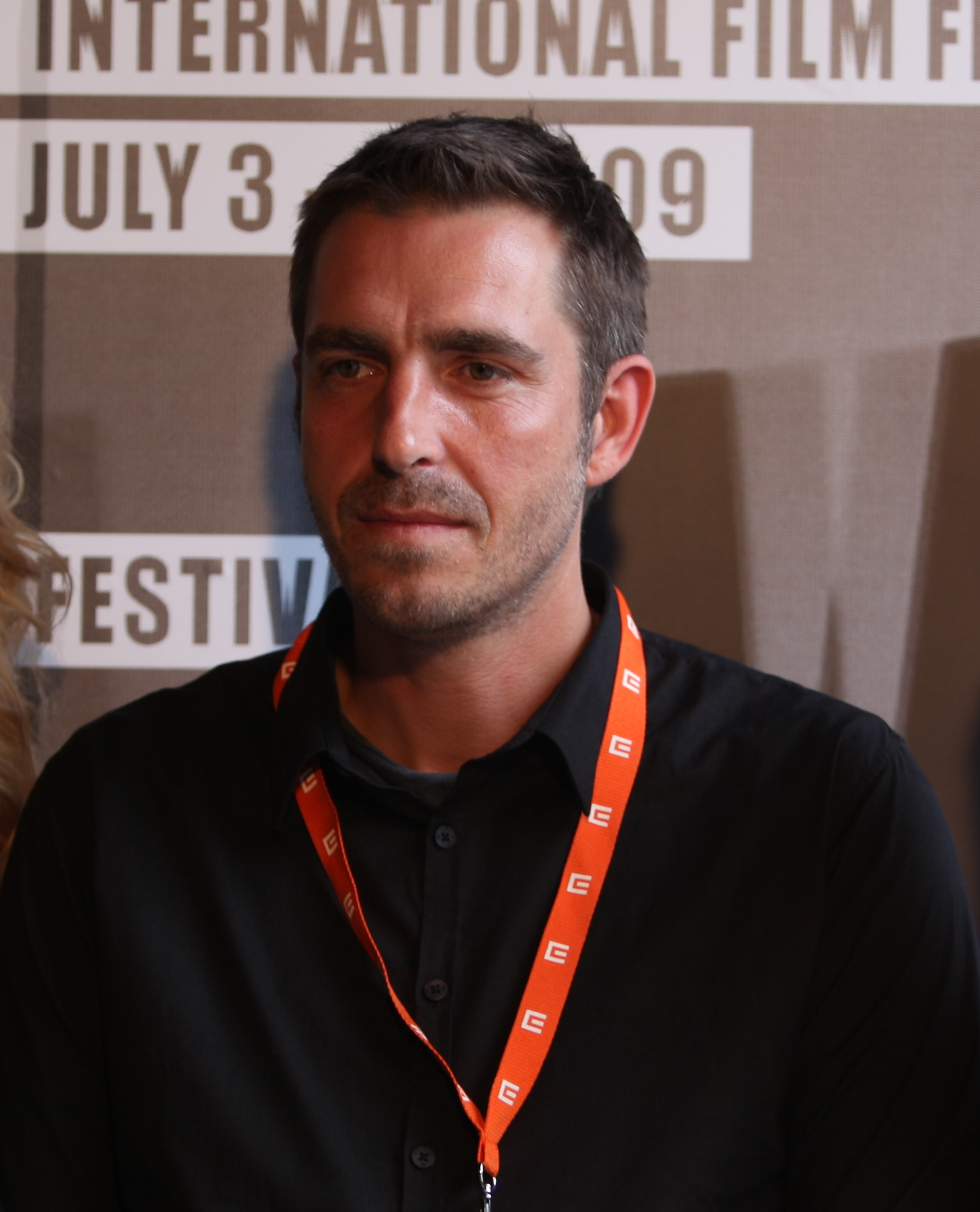
Zandvliet 2009 in Karlovy Vary

Martin Pieter Zandvliet (geboren am 7. Januar 1971 in Fredericia, Dänemark) ist ein dänischer Filmregisseur, Drehbuchautor und Filmeditor. Sein Film Unter dem Sand – Das Versprechen der Freiheit wurde 2017 für einen Oscar in der Kategorie Bester fremdsprachiger Film nominiert.

## Biografie
Als junger Erwachsener surfte er und träumte davon einen eigenen Surfershop zu öffnen, doch als er circa 1997 Angst vor dem Surfen bekam, gab er diesen Traum auf. Seit 1994 ist er mit Regisseurin und Kamerafrau Camilla Hjelm Knudsen liiert. Durch sie lernte er die Filmeditorin Ida Breining kennen und wollte nun selbst Editor werden. Er studierte zusammen mit Anders August an Den Europæiske Filmhøjskole in Ebeltoft. Er arbeitete zunächst als Editor, bis er zusammen mit Camilla Hjelm Knudsen den Dokumentarfilm Angels of Brooklyn über den Alltag dreier puerto-ricanischer junger Frauen drehte. Nach dem Abschluss seines Studiums bildete er sich mit Hilfe der Vereinigung Super 16 zum Regisseur aus. Gemeinsam mit Lars Kjeldgaard schrieb er den experimentalen Kurzfilm Jeg som regel. Sein Spielfilmdebüt gab Zandvliet 2009 mit Applaus, der sehr gute Kritiken bekam. Zu diesem Zeitpunkt hatte er seine Ausbildung zum Regisseur noch nicht abgeschlossen. Viel Lob erhielten seine Filme Dirch und Under sandet. Im letztgenannten spielt Zandvliets Tochter Zoe mit und seine Partnerin war Kamerafrau.
2017 wurde er in die Academy of Motion Picture Arts and Sciences (AMPAS) aufgenommen, die jährlich die Oscars vergibt.

## Auszeichnungen und Preise
Angels of Brooklyn gewann 2003 den Robert in der Kategorie Bedste Lange Dokumentarfilm (Bester Dokumentarlangfilm).
2011 wurde er mit dem Erik Ballings Reisestipendium ausgezeichnet, das ein Preisgeld von 50.000 Kronen beinhaltet.
Sein Film Unter dem Sand – Das Versprechen der Freiheit wurde 2017 für einen Oscar in der Kategorie Bester fremdsprachiger Film nominiert.

## Filmografie (Auswahl)
Als Regisseur und Drehbuchautor
- 2006: Jeg som regel (Kurzfilm)
- 2008: Mon petit-enfant (Kurzfilm)
- 2009: Applaus
- 2011: Dirch
- 2015: Unter dem Sand – Das Versprechen der Freiheit (Under sandet)
- 2018: The Outsider (nur Regisseur)
- 2021: Erwartung – Der Marco-Effekt (Marco effekten) (nur Regisseur)
- 2023: Das Zimmer von Tove (Toves værelse) (Drehbuch von Jakob Weis)

Als Editor
- 2001: Lines dyder
- 2002: Angels of Brooklyn (Dokumentation)